# Cruzeiro do Sul (Acre)
Pour les articles homonymes, voir Cruzeiro do Sul.
Cruzeiro do Sul est une ville brésilienne de l'ouest de l'État de l'Acre. Sa population était estimée à 80 953 habitants en 2014. La municipalité s'étend sur 7 925 km2.

## Maires
| Période | Période | Identité     | Étiquette | Qualité |
| ------- | ------- | ------------ | --------- | ------- |
| 2009    | 2012    | Wagner Sales | PMDB      |         |

Cruzeiro do Sul possède un aéroport (code AITA : CZS).